# Jang Ye-eun
Jang Ye-eun (hangul: 장예은; hanja: 張叡恩; rr: Jang Ye-eun; MR: Chang Ye'ŭn; nascida em 10 de agosto de 1998), mais conhecida como Yeeun (hangul: 예은), é uma cantora, rapper e compositora sul-coreana. É popularmente conhecida por ser integrante do grupo feminino CLC.

## Biografia
Yeeun nasceu em Dongducheon, Gyeonggi, Coreia do Sul. Ela se formou na Escola de Artes Dramáticas de Seul em fevereiro de 2017. Em 2014, ela fez uma aparição nos videoclipes de "Pretty Lingerie" e "Secret" da G.NA e em "Beep Beep" do BTOB.

## Carreira

### Pre-debut
Em 2014, ela fez uma aparição nos videoclipes de "Pretty Lingerie" e "Secret" da G.NA e em "Beep Beep" do BTOB.

### 2015 - presente: Estréia e aparições em videoclipes
Em 2015, ela foi revelada como integrante do grupo sul-coreano CLC. Também em 2015, ela também fez uma aparição no videoclipe "KIMISHIKA" do Dongwoon.
Em 2016, ela se tornou modelo junto com o BTOB para a campanha da marca de moda TBJ.
Em 2017, ela participou da criação de rap e participou da elaboração de algumas letras do CLC, "What Planet Are You From?" (어느 별에서 왔니), "Day to Day" e "It Is Too Late" (진작 에) do mini-álbum Nu.Clear e "Mistake", "Meow Meow" (미유 미유) e "I Mean That" (말이야 ) do mini-álbum Crystyle.
Em 2018, além de participar da elaboração de todas as letras do mini álbum Black Dress, a mesma participou de uma colaboração chamada Mermaid junto com Lee Min-hyuk, Peniel Shin, Jung Il-hoon, Wooseok PENTAGON and Jeon So-yeon (RapLine da Cube)
Participou do reality show Good Girl da Mnet em 2020, o mesmo contava com artista como Jiwoo (KARD) , Hyoyeon (Girls' Generation),  Ailee, Yunhway, SLEEQ, Cheetah, Jamie, Queen Wa$abii e Lee Youngji. Através do programa lançou duas músicas novas, Barbie e Mermaid, sendo está segunda uma colaboração com o rapper Rohann.